# Варавва Петро Федорович
Петро́ Фе́дорович Вара́вва (4.2.1857 — ? після 1920) — підполковник Армії УНР.

## Життєпис
Родом з дворян Харківської губернії; 1873 року вступив на військову службу до 145-го піхотного Новочеркаського полку.
1876 року закінчив Гельсингфорське піхотне юнкерське училище, з початку 1879-го служив у лейб-гвардії Семенівському полку. Від травня 1888-го — у запасі, штабс-капітан гвардії.
З середини жовтня 1898-го р. — у відставці. Після початку Першої світової війни добровольцем повернувся до діючої армії, закінчив офіцерський клас Петроградської військово-автомобільної школи.
Від середини лютого 1915-го приділений до 634-ї Петроградської дружини ополчення, з квітня — до 1-ї автомобільної роти. З травня 1915-го — начальник Школи військових санітарів, від липня того ж року — начальник 22-го військово-санітарного автозагону. Першу світову війну відбув у старому званні — штабс-капітана гвардії.
Нагороджений орденами — Святого Станіслава II ступеня без мечів, та Бухарським орденом «Зірки, що сходить» І ступеня.
Після розформування 22-го військово-санітарного автозагону з січня 1918-го перебував у резерві управління Південно-Західного фронту. З квітня 1918 р. — обер-офіцер для доручень управління по збору майна при Центральній Раді та Гетьманаті.
Від 24 січня 1919-го приділений до самохідної управи, Головне інженерне управління Військового міністерства УНР, кінцем лютого — в. о. начальника самохідного відділу, самохідна управа, Військове міністерство УНР. З кінця травня 1919-го р. — в. о. начальника самохідної управи, Військове міністерство УНР, від жовтня того ж року — у резерві старшин.
З другої половини березня 1920 р. — начальник самохідного відділу, Військово-технічна управа, Військове міністерство УНР. Початком липня того ж року відрахований з посади за віком, приділений до Військово-технічної управи Військового міністерства УНР.
Протягом 1920—1930-х років жив на еміграції у Польщі. Подальша доля невідома.